# NGC 2767
NGC 2767 (również PGC 25852 lub UGC 4813) – galaktyka spiralna (S), znajdująca się w gwiazdozbiorze Wielkiej Niedźwiedzicy. Odkrył ją John Herschel 8 marca 1831 roku.